# Zamek w Rzeszowie
Zamek w Rzeszowie – czteroskrzydłowe założenie architektoniczne o przeznaczeniu biurowym zbudowane w latach 1902–1906 w obrębie bastionów z XVII–XVIII w. na miejscu zburzonego pałacu warownego Lubomirskich, jeden z głównych zabytków Rzeszowa. Przylega od południa do starej części miasta, położony pomiędzy aleją Pod Kasztanami, aleją Lubomirskich, ulicą Szopena, placem Śreniawitów oraz ulicą płk. Lisa-Kuli. Aktualnie stanowi siedzibę sądu okręgowego, do 1981 znajdowało się w nim także więzienie. Obecny budynek nosi nazwę zamku od lat 50. XX w., wcześniej był znany jako sąd.
Wczesny dwór (łac. curia) w Rzeszowie, prawdopodobnie na tym miejscu, przeszedł w 1447 na własność Stanisława Rzeszowskiego na mocy podziału majątku jego rodziców. Przed 1610 został rozbudowany przez Mikołaja Spytka Ligęzę, który przeniósł tam swoją rezydencję ze Staromieścia, w dwór obronny w typie kamienicy. W 1620 Ligęza przekształcił dwór w czworoboczne założenie w stylu palazzo in fortezza, a w 1624 umocnił go wałem ziemnym. Od 1637 zamek był własnością rodziny Lubomirskich. Główne prace budowlane nad nim prowadzili Tylman z Gameren (od 1682) i Karol Henryk Wiedemann (do 1746). Ewaryst Andrzej Kuropatnicki w wydanym po raz pierwszy w 1786 r. dziełku pt. „Geografia (...) Galicyi i Lodomeryi” opis Rzeszowa zaczynał od słów: Miasto dziedziczne domu xiążąt lubomirskich; wspaniałym zamkiem, wałami i wielkiemi stawami otoczonym, ogrodem wielkim i oranżeryą, pałacykami w mieście i ogrodzie (...) ozdobne.
W 1820 kompleks został przejęty przez władze austriackie i zaadaptowany do celów sądowniczych oraz więziennych. Jego wyburzenie na początku XX wieku uzasadnione zostało bardzo złym stanem technicznym konstrukcji. Rozbiórkę przetrwały jedynie dolne partie wieży bramnej i bastionowe fortyfikacje.
W otoczeniu Zamku znajduje się Letni Pałac Lubomirskich w Rzeszowie.

## Historia zamku

### Własność Mikołaja Spytka Ligęzy i jego córek (ok. 1600–1653)
Fundatorem nowożytnego zamku rzeszowskiego był wywodzący się z rodziny senatorskiej kasztelan czchowski i sandomierski Mikołaj Spytek Ligęza. Ziemię rzeszowską przejął po części jako wiano wniesione przez jego pierwszą żonę Elżbietę Komarnicką, wdowę po Adamie Rzeszowskim. Resztę okolicznych włości wykupił od sióstr Elżbiety – Katarzyny i Zofii.

#### Umocnienia pierwotne
Stolica Rzeszowszczyzny leżała na lessowym wzgórzu wśród rozlewisk Wisłoka, w miejscu o wysokich walorach obronnych. Prawdopodobnie wraz z miastem Ligęza przejął leżącą na południowym cyplu wzniesienia ufortyfikowaną rezydencję. Jej istnienie nie jest potwierdzone archeologicznie, ale badania wykazały obecność osadnictwa późnośredniowiecznego na terenie bastionu południowo-wschodniego. Jeśli tego typu kompleks rzeczywiście istniał, składał się on przypuszczalnie z murowanego budynku mieszkalnego i drewnianych budynków gospodarczych. Obszerny dziedziniec miały otaczać proste, ziemno-drewniane umocnienia z drewnianymi basztami umieszczonymi w narożnikach. Na tym miejscu pod koniec XVI w. Ligęza przystąpił do budowy nowej obronnej rezydencji, w której skład zostały zapewne włączone dotychczasowe zabudowania.

#### Pierwszy dwór obronny (przed 1610)
O dworze obronnym (zamku) przejętym i przebudowanym przez Ligęzę wiadomo niewiele. Nie zachowały się informacje na temat jego architekta ani dokładny opis formy kompleksu. Najwięcej informacji dostarcza inwentaryzacja przeprowadzona w 1897 r. przez Zygmunta Hendla.
Podstawowym budynkiem kompleksu był murowany, piętrowy, dwutraktowy dwór położony w północnej części założenia. Miał on rzut zbliżony do prostokąta z sienią przelotową na osi. Przy nim stało prawdopodobnie kilka budynków gospodarczych, których dokładna lokalizacja i funkcje nie są znane. Cały zespół zabudowań otoczony był kamiennym murem kurtynowym o grubości ponad 1,5 m. Trzy jego ściany (wschodnia, zachodnia i południowa) wyposażone były w strzelnice szczelinowe. Fortyfikacje wzmacniała umieszczona w południowo-wschodnim narożniku baszta na planie kwadratu. Być może druga stała w narożniku południowo-zachodnim. Nic nie wskazuje na istnienie jeszcze dwóch baszt, choć prawdopodobnie za czasów Ligęzy planowano już ich budowę. Brama prowadząca do dworu znajdowała się tam, gdzie obecnie, czyli pośrodku zachodniego muru.
Prawdopodobnie budując umocniony dwór Ligęza chciał podkreślić swoją pozycję i zamożność, a fortyfikacje miały raczej budzić podziw i lęk u ludności niż pełnić realną rolę obronną. Przy takich założeniach nie dziwi łatwość, z jaką bratanek Mikołaja, Andrzej Ligęza, dwukrotnie sforsował umocnienia. W 1603 przy pomocy zaciężnych żołnierzy najechał on Rzeszów, staranował mury, spalił przedmieścia i przystąpił do oblężenia zamku, który po kilku dniach zdobył. Mikołaj odpowiedział uderzeniem odwetowym na należące do bratanka Staroniwę i Zwieńczycę. W efekcie Andrzej raz jeszcze złupił Rzeszów ponownie zdobywając zamek. W kolejnych latach Mikołaj Ligęza toczył także starcia z awanturnikiem z pobliskiego Łańcuta Stanisławem Stadnickim „Diabłem” (1600–1605), oraz jego synem Władysławem (1617–1619). Wszystkie te potyczki sprawiły, że po 1620, kiedy był już kasztelanem sandomierskim podjął decyzję o gruntownej przebudowie zamku.
Dwór ten funkcjonował pod nazwą „kamienicy starej” w obrębie założenia pałacowego jeszcze w 1722.

#### Palazzo in fortezza

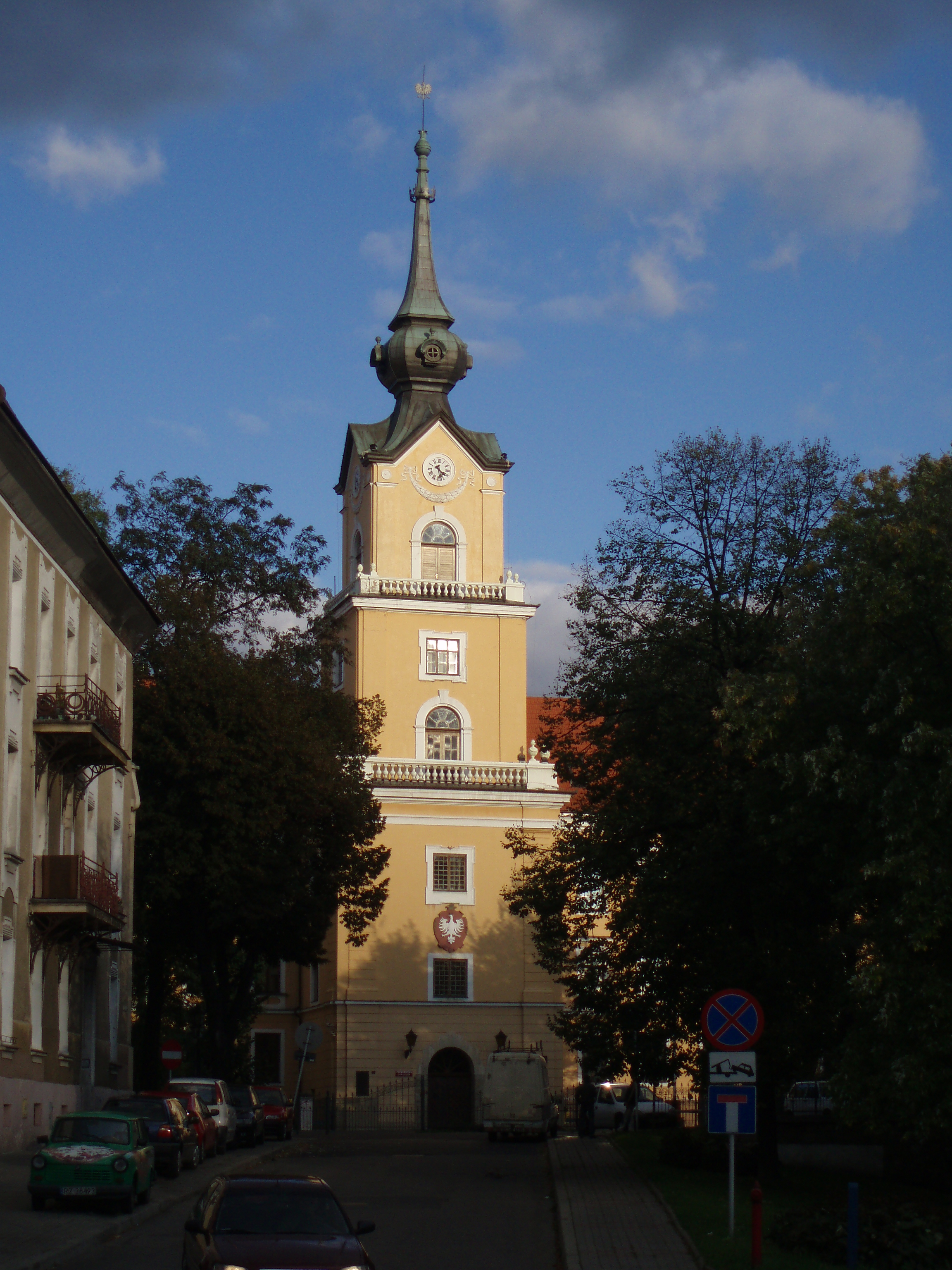
Wieża zamku od ulicy Kraszewskiego

Nowy zamek przyjął nowoczesną na owe czasy formę palazzo in fortezza. Z lessu usypano wały i bastiony w typie nowowłoskim, które częściowo obmurowano kamienno-ceglanym płaszczem, a częściowo odziano blokami z surowej gliny. Mury kurtynowe poprzedniej fortecy utworzyły trzy ściany zewnętrzne nowej. Czwarte skrzydło stanowił prawdopodobnie przedłużony budynek dworu obronnego. Inwestycji nie dokończono, ale jej zaawansowanie i wyposażenie zamku w artylerię pozwoliło w 1624 obronić przeprawę mostową na Wisłoku przed czambułem tatarskim. Według przewodnika PTTK Andrzeja Wesoła było to jedyne oblężenie zamku w jego dziejach. Podczas przebudowy zamek obsadzono stałą załogą. Prawdopodobnie zbudowano w nim wtedy również kaplicę usytuowaną pomiędzy bramą i basztą. Fortyfikacje uzupełniał zespół ziemno-drewnianych warowni w pobliskich miejscowościach, m.in. Mrowli, Świlczy, Krasnem i Malawie.
Ligęza zmarł w 1637. W swoim testamencie polecił żonie, „aby zamku domurowała i po wieczne czasy Ligęzowem nazwała i obwałować kazała”.

### Własność Lubomirskich (1653–1820)
Ligęza zapisał swój majątek dwóm córkom: Pudencjanie i Konstancji. W wyniku procesu i decyzji komisji powołanej przez Trybunał Koronny całość spadku przypadła drugiej z nich. W ten sposób rozległe włości Ligęzy przeszły na własność męża Konstancji marszałka wielkiego koronnego i hetmana polnego koronnego Jerzego Sebastiana Lubomirskiego herbu Szreniawa. Był to aktywny polityk i dowódca wojskowy, który przez wiele lat pełnił rolę jednego z przywódców antykrólewskiej opozycji. Za jego czasów zamek w Rzeszowie stracił na znaczeniu, a do jego renowacji nie przykładano większego znaczenia. Powodem był nie tylko brak uwagi ze strony właściciela, ale także sąsiedztwo należącego do niego pałacu w Łańcucie – rezydencji znacznie bardziej okazałej. Za czasów Lubomirskiego zamek w Rzeszowie kilkakrotnie zajmowały wrogie wojska, co musiało doprowadzić do sporych zniszczeń. Fortyfikacje sforsowali zarówno Szwedzi podczas „potopu”. jak i wojska królewskie podczas rokoszu Lubomirskiego w 1665. Dodatkowe uszkodzenia związane były z wojną z kozakami. Lubomirski uznany został po rokoszu za banitę i zbiegł z kraju na Śląsk, w efekcie czego umocnień w Rzeszowie nie odbudowano. W tym świetle nie dziwią słowa Ulryka von Verdum, który przejeżdżał przez miasto w 1671: 

Na przedmieściu stoi śliczny kościół, a jeszcze lepszy w mieście, obydwa z kamienia […]. Ciężko zbudowany zamek wznosi się na południe od miasta nad jeziorem. Wszystko to znajdowało się w bardzo dobrym stanie przed wojną kozacką, teraz zaś po niej wszystko jest opuszczone.

Jerzy Lubomirski zmarł w 1667, przekazując fortunę swojemu synowi, Hieronimowi Augustynowi Lubomirskiemu. Przez pierwsze lata po śmierci ojca Hieronim zajmował się przede wszystkim rzemiosłem wojennym – walczył z Turkami, Tatarami i kozakami. Dopiero ok. 1682 przystąpił do prac nad rozbudową zamku w Rzeszowie, które powierzył Tylmanowi z Gameren.

#### Rozbudowa zamku przez Tylmana z Gameren
W efekcie licznych walk w rejonie Rzeszowa m.in. z Kozakami i Tatarami wzrosła strategiczna rola tutejszego zamku. Mając to na uwadze sejmik w Sądowej Wiszni uchwalił, że czopowe z Rzeszowa przez trzy lata będzie przeznaczane na przebudowę fortyfikacji.
Zgodnie z planami Tylmana zamek przekształcono w budowlę o czterech dwukondygnacyjnych skrzydłach, z piętrową, chronioną rawelinem bramą na osi skrzydła zachodniego. Zewnętrzne elewacje zostały wyposażone w trójkątne szczyty wieńczące skrajne i środkowe partie fasad. Były one zakończone od dołu boniowanymi pilastrami. Przy okazji przebudowy rozebrano narożną wieżę z czasów Ligęzy i znacznie zmodyfikowano zewnętrzne umocnienia. Wystawiono wolno stojący mur, a narożniki bastionów wyposażono w drewniane kawaliery, których zadaniem było zwiększenie pola obserwacji. W zewnętrznym zespole fortyfikacji utworzono krytą drogę osłoniętą przeciwstokiem. W efekcie likwidacji istniejącej wcześniej północnej kurtyny umocnień powstał też rodzaj rozległego placu. Dodatkowy element zewnętrznych fortyfikacji stanowiły odkryte pod koniec XX wieku „potajniki” (o wysokości do 205 cm i szerokości 160 cm). Były to tajne wyjścia do fosy, które umożliwiały oblężonym żołnierzom przeprowadzanie tzw. „wycieczek” (najczęściej nocnych wypadów na otaczającego zamek wroga).
Pracami budowlanymi według planów Tylmana kierował Piotr Belotti, a następnie jego syn Jan Chrzciciel Belotti. Trwały one ok. 10 lat i zostały zakończone przed połową lat 90. XVII wieku. Jeszcze w tym samym wieku w Rzeszowie wybuchł pożar, który uszkodził także zamek. Do kolejnych zniszczeń doszło podczas wielkiej wojny północnej. Niezdecydowana postawa Hieronima Augustyna Lubomirskiego wobec konfliktu sprawiła, że zamek kolejno zdobywały wojska szwedzkie, polskie, saskie i rosyjskie. W 1705 usuwania uszkodzeń poczynionych w czasie szturmowania zamku doglądał osobiście król August II Sas.

#### Czasy saskie i prace budowlane Karola H. Wiedemanna

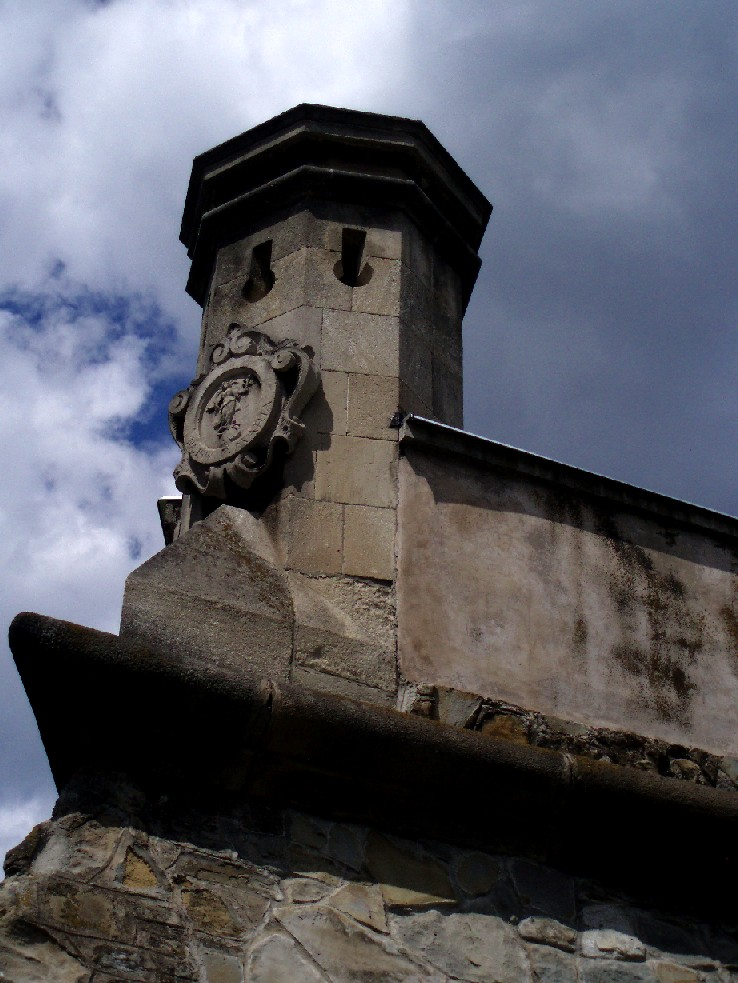
Bastion św. Marii z 1746

Hieronim Lubomirski zmarł w 1706, ale dopiero w 1722 jego majątek został oficjalnie podzielony pomiędzy trzech spadkobierców: Jerzego Ignacego, Jana Kazimierza i Aleksandra Jakuba. Pierwszy z nich otrzymał w spadku Rzeszów wraz z zamkiem. Magnat ten był zagorzałym zwolennikiem dynastii saskiej i aktywnym uczestnikiem Wielkiej Wojny Północnej. Za udział w walkach ze Szwedami otrzymał stopień generała, został również odznaczony Orderem Orła Białego. Ze względu na działania wojenne osiadł w Rzeszowie w 1719. Wtedy też przystąpił do poważniejszych prac remontowych na zamku. Stanowisko architekta i inżyniera wojskowego, a zarazem nadzorcy straży zamkowej i pożarnej powierzył przybyłemu prawdopodobnie z Drezna Karolowi Henrykowi Wiedemannowi. Przydzielono mu zadanie przebudowy i unowocześnienia zamku, zarówno pod względem militarnym jak i reprezentacyjnym.
Z zachowanych dokumentów archiwalnych wiadomo, że prace prowadzone były przez wiele lat z różną intensywnością. Od 1724 do 1729 wykonywana była renowacja fortyfikacji, natomiast w 1730 samego budynku i jego dachu. Na początku lat 30. przystąpiono do znacznej rozbudowy umocnień zewnętrznych. Dobudowano wały na podejściach do zamku, raweliny, palisady, a także zwodzony most na drodze prowadzącej do kompleksu. Ufortyfikowano bramę, ustawiając po obu stronach wieży czterodziałowe baterie osłonięte dachem. Rozpoczęto też nadbudowę wieży o następną, szóstą kondygnację i hełm. Łącznie w 1733 na zamku znajdowało się 50 armat.
Świeżo przebudowany zamek został silnie uszkodzony przez pożar 25 stycznia 1735. Następnie 2 lutego zajęły go wojska rosyjskie. Dodatkowe szkody wynikły z przemarszu przez Rzeszów przeciwnych władzy saskiej konfederatów dzikowskich. Wszystkie te zniszczenia wymusiły kolejny remont kompleksu prowadzony od 1735. W 1737 rozebrano i wybudowano od nowa na wbitych w bagno dębowych palach silnie uszkodzony bastion II św. Antoniego. Trzy lata później ukończono budowę kaplicy zamkowej pw. św. Jerzego. Usytuowano ją w narożniku południowo-wschodnim i nakryto kopułą z latarnią. W 1746 fortyfikacje zamkowe wzbogacono o dwuramiennik, który miał chronić najbardziej zagrożony odcinek południowo-zachodni. W tym samym czasie prowadzono pracę nad nową przeprawą przez fosę. Miała ona trzy zwodzone pomosty: środkowy dla pojazdów i boczne dla pieszych. Jej rolę obronną zwiększały umieszczone w wysokich drewnianych ścianach strzelnice. Sama fosa pozostała prawdopodobnie sucha. Przebudowa zamku objęła także fortyfikacje zewnętrzne – na narożach bastionów ustawiono drewniane budki obserwacyjne, a na przedstoku zbudowano czostki i kobylice.

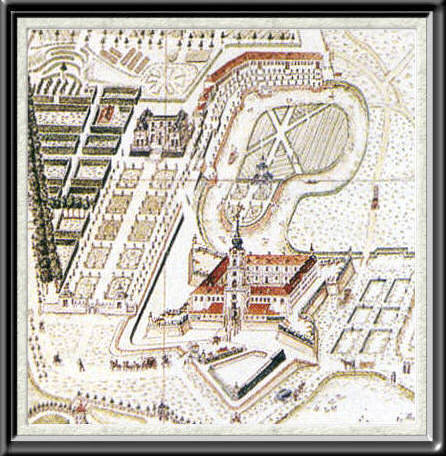
Zamek wraz z otoczeniem wg Wiedemanna, 1762

Prace remontowe trwały wiele lat i wymagały zaangażowania bardzo dużych środków finansowych. W efekcie ciężar budowy spoczął na barkach mieszkańców Rzeszowa, chłopów pańszczyźnianych i skazańców. Przykładem jest przypadek kupca Majera Doktorowicza, którego w 1741 sąd zamkowy skazał na 12 niedziel pracy taczkami. Powodem było unikanie zapłaty za wwóz towarów do miasta.
Prace fortyfikacyjne prowadzone przez Wiedemanna nie są wysoko oceniane przez ekspertów. Umocniony zamek „mógł pozwolić oprzeć się jedynie watahom zbuntowanego chłopstwa […], a nie regularnej armii”. Nierozstrzygnięta pozostaje natomiast pytanie na ile architektowi brakowało znajomości nowoczesnej sztuki fortyfikacji typu nowoholenderskiego i francuskiego, a na ile ograniczały go wytyczne pracodawcy życzącego sobie przede wszystkim prestiżowej i reprezentacyjnej, a nie stricte obronnej rezydencji.
Jerzy Ignacy Lubomirski zmarł 19 lipca 1753, a ziemię rzeszowską przejął jego syn Teodor Hieronim Lubomirski. Za jego czasów kontynuowano prace remontowe kierowane przez Karola Wiedemanna. Nowy właściciel zmarł bezpotomnie w 1761, a zamek przeszedł w ręce jego brata Franciszka Lubomirskiego. W tym okresie jego realną zarządczynię stanowiła wdowa po Jerzym Ignacym, Joanna Lubomirska.

##### Inwentarz ruchomości
Z 1753 pochodzi Inwentarz ruchomości zamku rzeszowskiego sporządzony dla celów spadkowych. Przedstawia on szeroki obraz rozplanowania wewnętrznego i wyposażenia kompleksu, a także pałacyku letniego i innych przylegających obiektów. Dokument wymienia w zamku następujące pomieszczenia:
| 1. garderoba 2. skarbiec 3. kredens 4. kandyteria (cukiernia) 5. biblioteka 6. kuchnia 7. kamera mundurowa dla załogi 8. pokój przed biblioteką | 9. kamera Ignacego Jerzego Lubomirskiego 10. gabinet Ignacego Jerzego Lubomirskiego 11. pokój aksamitny 12. pokój czerwony 13. jadalnia 14. pokój paradny 15. gabinet Joanny Lubomirskiej 16. sypialnia Joanny Lubomirskiej | 17. bilard pod wieżą 18. pokój I obok bilardu 19. pokój II obok bilardu 20. pokój narożny (ze ścianami obitymi z turecka) 21. sala 22. piwnica pod stancją gubernatorską 23. piwnica pod pokojami Lubomirskich |

W tekście wymienione są także przedmioty znajdujące się w zamku i ich ilość. Dodatkowo opisano wystrój i wyposażenie pomieszczeń w takie sprzęty, jak francuskie i angielskie zegary, liczne obrazy, lustra, bibeloty itd. Ściany pomieszczeń mieszkalnych i reprezentacyjnych obite były zgodnie z sarmacką modą „turecką materią”. czyli przede wszystkim kobiercami i gobelinami. Dużo było też przedmiotów i broni tureckiego pochodzenia, prawdopodobnie będących pamiątką jeszcze z czasów uczestniczącego w licznych wojnach na wschodzie Hieronima Augusta Lubomirskiego. Kolekcję tę uzupełniały zbiory popularnej w dobie saskiej sztuki chińskiej. W inwentarzu zauważalne są także inne przykłady wpływów saskich: w porcelanie, broni, namiotach, meblach itd.
Sporo miejsca w dokumencie poświęcono bibliotece zamkowej, w rzeczywistości stanowiącej skład broni. Wisiała w niej wypisana na pergaminie genealogia rodziny Lubomirskich. Książek na zamku było niewiele, przede wszystkim pozycje francuskie i włoskie, a także katalogi, inwentarze i rejestry gospodarcze. Inwentarz rzuca też światło na życie dworskie zamku, będącego w tym okresie istotnym ośrodkiem towarzyskim, kulturalnym i politycznym. Sam Rzeszów stanowił drugi po Warszawie ośrodek sztuki saskiej. Dopiero w drugiej połowie XVIII w. rolę regionalnego centrum kultury magnackiej przejął pałac w Łańcucie Izabeli Lubomirskiej.
Na zamku rzeszowskim przebywała podnosząca jego rangę kapela dworska. Obsadzony był on także oddziałem dragonii. Służba zamkowa umundurowana była w wymyślne stroje, także mające podkreślać prestiż właścicieli kompleksu.

#### Joanna ze Steinów Lubomirska (1753–1783) i jej następcy

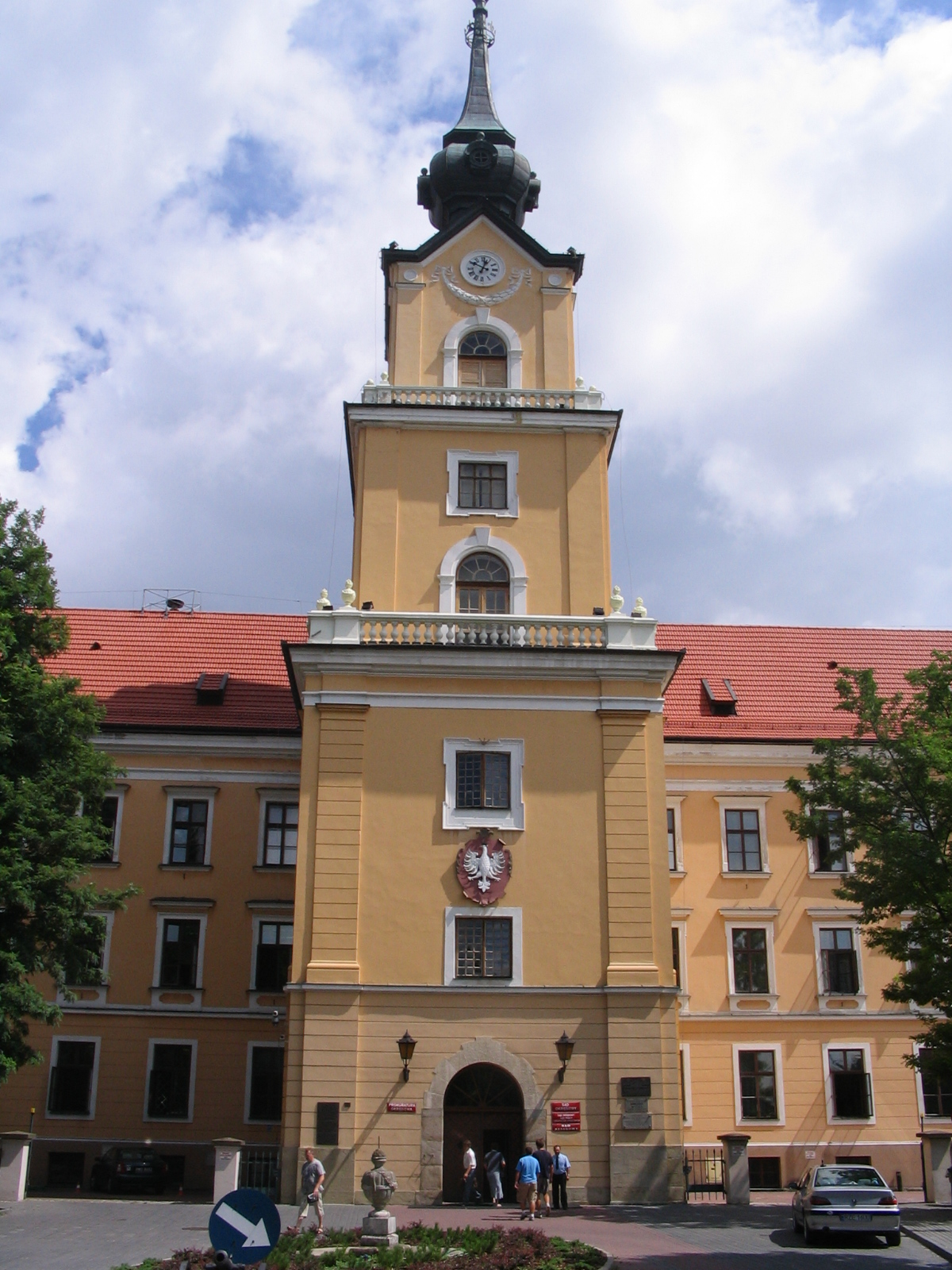
Wieża zamkowa

Joanna Lubomirska była zwolenniczką konfederacji barskiej, co doprowadziło do ataku wojsk rosyjskich na zamek. Oblężenie trwało dwa dni (11–12 sierpnia 1769) i uczestniczyło w nim 3000 żołnierzy wyposażonych w kilka armat oraz 3 sotnie kozaków. Oblężenie i nieudaną „odsiecz” zorganizowaną przez konfederatów opisał w powieści Pobitne pod Rzeszowem Szczęsny Morawski. Miejscowa tradycja przypisuje zwycięstwo Rosjan zemście młynarza nazwiskiem Ludera. Miał on zostać skrzywdzony przez zarządcę zamku i w odwecie spowodować zawalenie mostu na Wisłoku w momencie ataku konfederatów. W potyczce zginęło 42 konfederatów i jeden chłop z pobliskiej wsi Słociny. Zamek 12 sierpnia zajęli Rosjanie.
Pomimo przegranej Joannie Lubomirskiej udało się zachować zamek, tak że po 3 latach to ona przyjmowała na nim przedstawicieli nowej władzy. W 1772 Rzeszów objęty został pierwszym zaborem, a do miasta wkroczyli Austriacy. Ich dowódca, generał Hadlik został podjęty gościnnie w obecności całego dworu. Być może właśnie to serdeczne powitanie zdecydowało o ustanowieniu w Rzeszowie siedziby cyrkułu pilzneńskiego, a po reformie administracyjnej – rzeszowskiego.
Splendory dworu Lubomirskiej były w rzeczywistości tylko zewnętrzną manifestacją, a terytorium jej latyfundium od czasów konfederacji coraz bardziej się kurczyło, by zasadniczo przestać istnieć w drugiej dekadzie XIX wieku. Ze względu na brak funduszy zaczęto też zaniedbywać sam zamek. Po śmierci Franciszka Lubomirskiego w 1812 utracił on swoją dotychczasową funkcję i został przeznaczony na siedzibę urzędu cyrkuralnego i więzienie. W 1820 Jerzy Roman Lubomirski oficjalnie sprzedał kompleks władzom austriackim. Sporo wcześniej ród przeniósł swoją siedzibę do Charzewic koło Rozwadowa.

### Własność austriacka (1820–1918)
Wraz ze zmianą właściciela zamek ostatecznie stracił funkcję rezydencji i stał się siedzibą sądów (obwodowego i kryminalnego) oraz więzienia. Wkrótce po przejęciu kompleksu władze przeprowadziły szereg prac remontowych mających na celu dostosowanie go do nowych zadań. Zniwelowano przedpiersie rawelinu i usypano dwie groble: pierwszą na miejscu zwodzonego mostu i drugą biegnącą równolegle do północnej kurtyny murów. Prace miały charakter doraźny i jednorazowy, szybko więc zamek zaczął popadać w ruinę. Remont przeprowadzono dopiero po pożarze miasta w 1842, który w znacznym stopniu uszkodził także opisywany kompleks. Podczas prac budowlanych obniżono wieżę bramową i prawdopodobnie dokonano nadbudowy zamku. Do jego północnej kurtyny dołączono trzykondygnacyjny budynek przeznaczony na więzienie.
W okresie rządów austriackich w zamku więzieni byli m.in. Ignacy Łukasiewicz (w 1846 za kierownictwo przygotowań do powstania na terenie Rzeszowa) i Wiktor Zbyszewski (w 1864 za udział w powstaniu styczniowym).
Wykorzystanie zamku i rola poszczególnych pomieszczeń w tym okresie znane są dzięki zachowanemu planowi z 1882. Piętro w całości zajmował sąd obwodowy, natomiast parter stanowił zaplecze więzienia. Umieszczono tam administrację więzienia, mieszkanie inspektora, szkołę więzienną i szpital dla osadzonych.
Kompleks powoli niszczał, nie dziwi więc zapis z 1890, w którym stwierdzono, że „mury obronne otaczające zamek znajdują się […] w stanie wielkiego zaniedbania i należy im koniecznie pospieszyć z pomocą, aby je uchronić od zupełnej ruiny”. Konserwatorzy z prośbą o fundusze na renowacje umocnień zwrócili się do ministra sprawiedliwości. Sam budynek także wymagał pilnego remontu, który zaczęto planować u schyłku XIX wieku. 

#### Wyburzenie i odbudowa zamku (1902–1906)
W latach 1895–1897 konserwator zabytków Zygmunt Hendel wykonał inwentaryzację obiektu i przygotował wstępny plan jego przebudowy. Teren zamku został w 1902 włączony do miasta. Prace budowlane rozpoczęto pod nadzorem Hendla 1 maja 1902 według projektu ministerialnego radcy budowlanego, lwowskiego architekta Franciszka Skowrona. 

Hendel zakładał jedynie renowację zamku, jednak ze względu na zły stan techniczny murów i fundamentów Skowron zdecydował się wyburzyć całą konstrukcję i zastosować istotne modyfikacje względem projektu konserwatorskiego, podyktowane względami użytkowymi. Wnętrze zamku otrzymało wówczas poza częścią więzienną układ biurowy. W listopadzie 1902 Skowron pisał do Hendla, że

wskutek uznanej potrzeby zburzenia wadliwych, grożących zawaleniem traktów rozchodzi się obecnie już nie o rekonstrukcję budynku zamkowego lecz o budowę gmachu dla sądu obwodowego […] okazało się, iż nie mogą być uwzględnione następujące życzenia: 1) skośny układ traktu wschodniego i południowego, 2) ścisłe zachowanie ilości i rozwartości arkad […], 3) pozostawienie kilku strzelnic, na których resztki i ślady natrafiono, 4) pozostawienie nierównych osi okiennych. […] Obecnie dodać muszę, że trakt wschodni już w końcu września był w fundamentach założony, a to według nowych planów do celu budynku i potrzeb sądu i więzienia zastosowanych.

Zbieżne z tym uzasadnienie rozbiórki podali później w swoich wystąpieniach z okazji oddania budynku w 1906 radca dworu i prezydent sądu rzeszowskiego Leonard Łukaszewski, prawdopodobnie odpowiedzialny za nominację architekta Skowrona: „Przy rozbieraniu murów okazało się, że mury te stanowią prawdziwe rzeszoto, zaś fundamenty ich nie były w stanie wytrzymać budowy drugiego piętra” – oraz inżynier powiatowy Kazimierz Rogoziński: „dopiero kiedy się przekonano, że staruszkowi odmawiają posłuszeństwa nogi t.j. fundamenty postanowiono przystąpić do zupełnie nowej budowy”. Mimo to fragmenty dawnych piwnic przetrwały odbudowę.

Obiekt wybudowano od nowa na planie prostokątnym, odbiegającym wyraźnie od historycznego obrysu. Projekt nawiązywał do XVIII-wiecznej formy zamku znanej z grafik Wiedemanna. Postawiono czteroskrzydłowy, trzypiętrowy gmach z wewnętrznym dziedzińcem. Zachowano jedynie dolną część wieży bramnej, która została nadbudowana do pięciu pięter i zwieńczona barokowym hełmem. Przebudowa objęła także mury miejskie, ale zdaniem Hendla została przeprowadzona w naganny sposób:

cała więc obecna restauracja murów utrwaliła jedynie dobrze substrykcyjne mury po gzyms, zniszczyła jednak i zdeformowała całą górną część murów obronnych. Wszakże można było zostawić resztki wieżyczki, stare wały jakie dochowały do naszych czasów i byłyby przetrwały jeszcze wieki i pozostały zabytkiem naszej fortyfikacji.

Kurtynowy mur zachował styl staroholenderski. Pozostawiono w jego narożnikach 4 bastiony: św. Franciszka (północno-zachodni), św. Andrzeja (północno-wschodni), św. Hieronima (południowo-wschodni) i św. Marii (południowo-zachodni). Na narożach bastionów zachowano kamienne wieżyczki z 1746 roku.

Nowy zamek miał pełnić przede wszystkim rolę sądu i do takich zadań został zaprojektowany. Utworzono m.in. szerokie korytarze pozwalające na bezproblemowe przeprowadzanie skazanych pod eskortą. Pamiątkowy dokument zamurowany w fundamentach obiektu podaje, że 

budowę wykonał kosztem miliona koron budowniczy lwowski Hipolit Śliwiński, w miejscu obronnego niegdyś zamku Lubomirskich z zachowaniem cech dawnego założenia i przy zastosowaniu urządzeń odpowiednich celowi, w zakończeniu zwracając się […] do Pana Najwyższego, aby […] miał w swojej wszechmocnej pieczy wszystkie usiłowania nasze dążące do podniesienia i odrodzenia naszej Ojczyzny.

Prace budowlane zakończyły się w 1906 roku.

### Zamek w okresie międzywojennym (1918–1939)
Zamek pozostał gmachem sądu oraz więzienia w okresie dwudziestolecia międzywojennego.

### Okupacyjne więzienie niemieckie (1939–1944)
Zamkowe więzienie w Rzeszowie podczas II wojny światowej i okupacji niemieckiej było miejscem kaźni dla setek Polaków. W ciągu jednego roku od 1 kwietnia 1943 do 1 marca 1944 r. w jego celach przebywało ponad 2,5 tys. osób. W podziemiach Zamku hitlerowcy wykonywali wyroki Sondergerichtu, a zwłoki chowano na cmentarzu w Pobitnem. Rozstrzeliwania odbywały się na placu zamkowym. 21 października 1939 r. hitlerowcy rozstrzelali 11 osób pod murem Zamku, a kolejnych 6 (wśród nich Wilhelma Rożkiewicza – kierownika Szkoły Powszechnej im. Jachowicza) przy klasztorze bernardynów. 27 czerwca 1940 ok. 3 nad ranem Niemcy wywieźli z Zamku do poddębickiej Lubziny 57 więźniów i tam dokonali egzekucji. W październiku 1943 r. rozstrzelali 20 Polaków z zamkowego więzienia w Charzewicach, w listopadzie 1943 5 osób w cegielni w Rzeszowie, w styczniu 1944 r. 100 osób w Dębicy. 11 lutego 1944 r. na rzeszowskim Staromieściu zamordowali 10 więźniów z ruchu oporu, w tym AK. 12 kwietnia 1944 r. w Pustkowie rozstrzelali 60 Polaków po pracach pomocniczych na poligonie. 
W wyżej wymienionych i w innych miejscach morderstw zginęło blisko 1,1 tys. Polaków więzionych na Zamku w Rzeszowie. Ogólna liczba przetrzymywanych w okresie okupacji jest oceniana na 4,5 tys. osób; wśród nich był w 1939 Wincenty Witos.

### Więzienie w okresie komunizmu (1944–1981)
W powojennym okresie walk wewnątrz kraju towarzyszących ustanawianiu Polskiej Rzeczpospolitej Ludowej, a zwłaszcza w dobie stalinizmu, zamek był więzieniem oraz miejscem tortur i egzekucji dla zbrodniarzy i kolaborantów hitlerowskich, nacjonalistów ukraińskich oraz członków polskiego podziemia antykomunistycznego.
Po zajęciu Rzeszowa przez Armię Czerwoną przy pomocy AK udzielonej w ramach Akcji Burza na Zamku przetrzymywanych było w październiku 1944 r. przez NKWD ok. 200–400 żołnierzy AK. W nocy z 7 na 8 października 1944 r. ppłk. Łukasz Ciepliński „Pług”, od kwietnia 1941 r. komendant Inspektoratu AK Rzeszów, podjął nieudaną próbę rozbicia więzienia na Zamku. Zarzut dowodzenia tą akcją znalazł się w wyroku skazującym go „na pięciokrotną karę śmierci” i wykonanym przez rozstrzelanie 1 marca 1951 r. w Warszawie.
Według informacji wywiadu NIE 24 stycznia 1945 na Zamku w Rzeszowie więzionych było 406 osób, a 27 stycznia – 433 osoby. Więźniowie, którzy przyznali się do działalności w AK, wbrew złożonym w przesłuchaniu obietnicom nie byli zwalniani.
21 czerwca 1946 r. w zamku został zamordowany ppor. Stanisław Kossakowski, 17 stycznia 1949 r. zabity został Tadeusz Pleśniak. 31 stycznia 1949 r. skazani na karę śmierci Władysław Koba (ps. „Żyła”, „Marcin”; dowódca Okręgu WiN w Rzeszowie), Leopold Rząsa i Michał Zygo (informator WiN w Komendzie Wojewódzkiej MO) zostali rozstrzelani na Zamku w Rzeszowie i pochowani na cmentarzu komunalnym w Zwięczycy. 5 listopada 1949 r. na Zamku w Rzeszowie zostali straceni Ludwik Więcław „Śląski” (komendant Inspektoratu „Hanka” NZW na powiaty Łańcut, Przeworsk, Nisko i Janów Lubelski) i Edward Garbacki „Róża” (skarbnik Inspektoratu).
Równolegle wykonywane były zasądzone wyroki na zbrodniarzach hitlerowskich oraz nacjonalistach ukraińskich. 13 września 1948 stracony został ks. Wasyl Szewczuk, 8 lutego 1949 Roman Hrobelskyj, 7 kwietnia 1949 Wołodymyr Szczygielski, a 28 kwietnia 1949 Hryhorij Mazur.
Piotr Woźniak oceniał w swoich wspomnieniach, że po wojnie na zamku wykonano około 1000 wyroków śmierci, wskazując, że ciała ofiar były wywożone i grzebane w lasku na Pobitnie. Natomiast według relacji Juliana Rudaka więźniowie zmarli w trakcie śledztwa (bez wyroku) byli chowani na dziedzińcu zamku. Pod koniec marca 1948 Rudak wraz z trzema innymi więźniami został skierowany do porządkowania dziedzińca zamkowego, w tym do zniwelowania zapadliny na placu za bramą wjazdową, która jego zdaniem powstała w miejscach pochowków. Grzebanie zwłok straconych i zmarłych na terenie zamku uznał za możliwe także były więzień Eugeniusz Osełkowski. Adam Sapeta, który kierował remontem zamku w latach 80. z ramienia Przedsiębiorstwa Państwowego „Pracownie Konserwacji Zabytków”, utrzymuje, że odkrył wówczas pod dziedzińcem wydrążoną przez kule salę egzekucji z czasów powojennych, wejście do której z północnego skrzydła zamku zostało następnie doskonale zamaskowane.
Według szacunków Instytutu Pamięci Narodowej, który przeprowadził w 2015 bezskuteczne archeologiczne poszukiwania szczątków ofiar egzekucji na obszarze bastionu południowo-wschodniego, przez więzienie na Zamku w latach 1944–1956 przeszło ok. 30 tys. więźniów, z których życie straciło 420. Spośród 350 skazanych na kary śmierci przez Wojskowy Sąd Rejonowy w Rzeszowie i straconych ponad 100 należało do podziemia niepodległościowego.

### Po zamknięciu więzienia
W 1981 zamek przestał pełnić rolę więzienia, pozostawiając działający do dzisiaj sąd okręgowy.  W latach 1981–1989 nastąpił gruntowny remont i konserwacja obiektu, w tym wymiana ceglanych stropów w zachodnim, więziennym skrzydle. W 1989 przed budynkiem ustawiono krzyż poświęcony ofiarom komunizmu. Została też zainstalowana tablica upamiętniająca. Obiekt w okresie III RP wielokrotnie pełnił rolę kulturalną. Odbywały się tu m.in. przedstawienia Teatru im. Wandy Siemaszkowej, „Spotkania z Muzami” i spektakle I Rzeszowskich Plenerowych Spotkań Teatralnych.

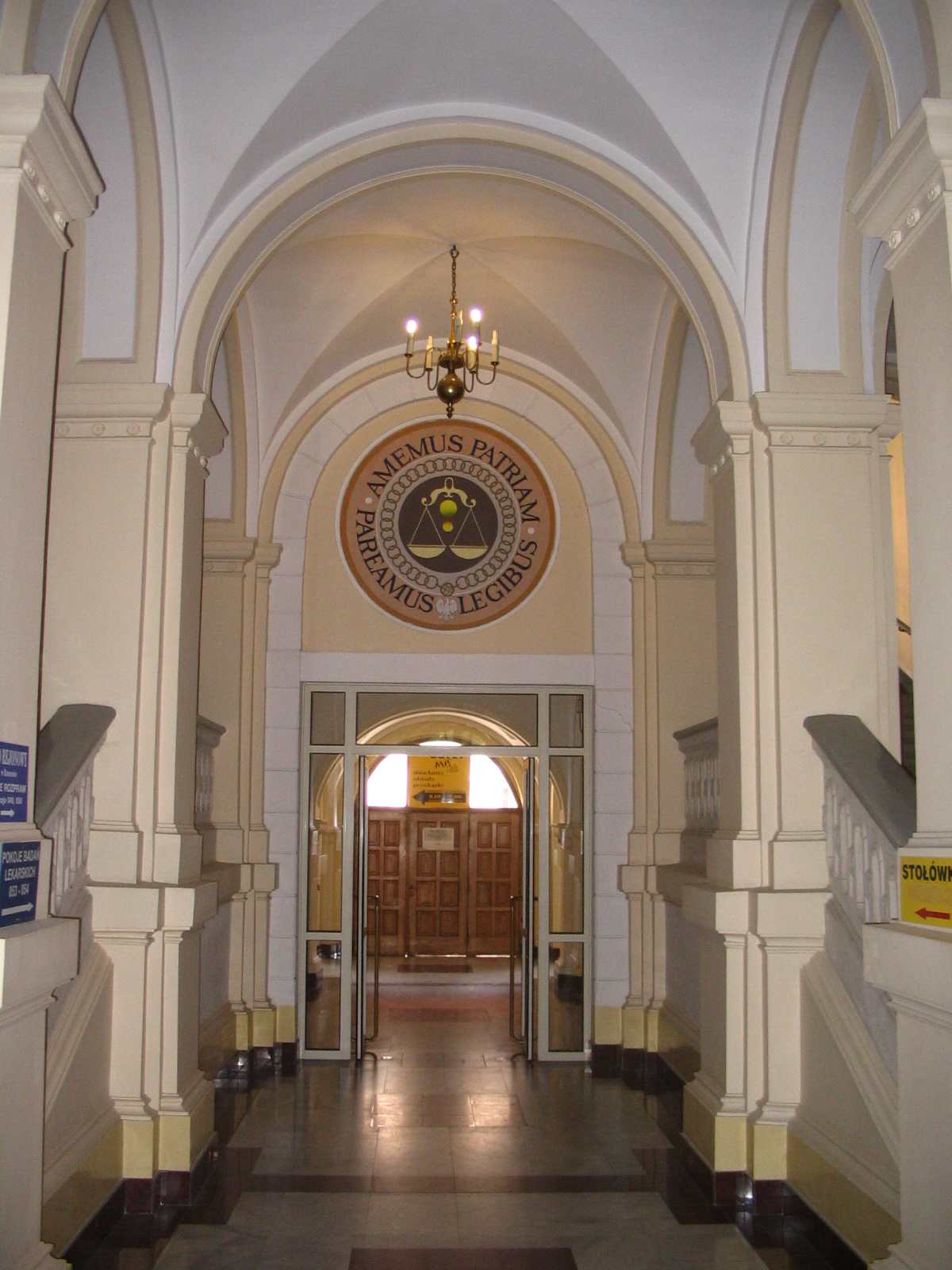
Główna klatka schodowa
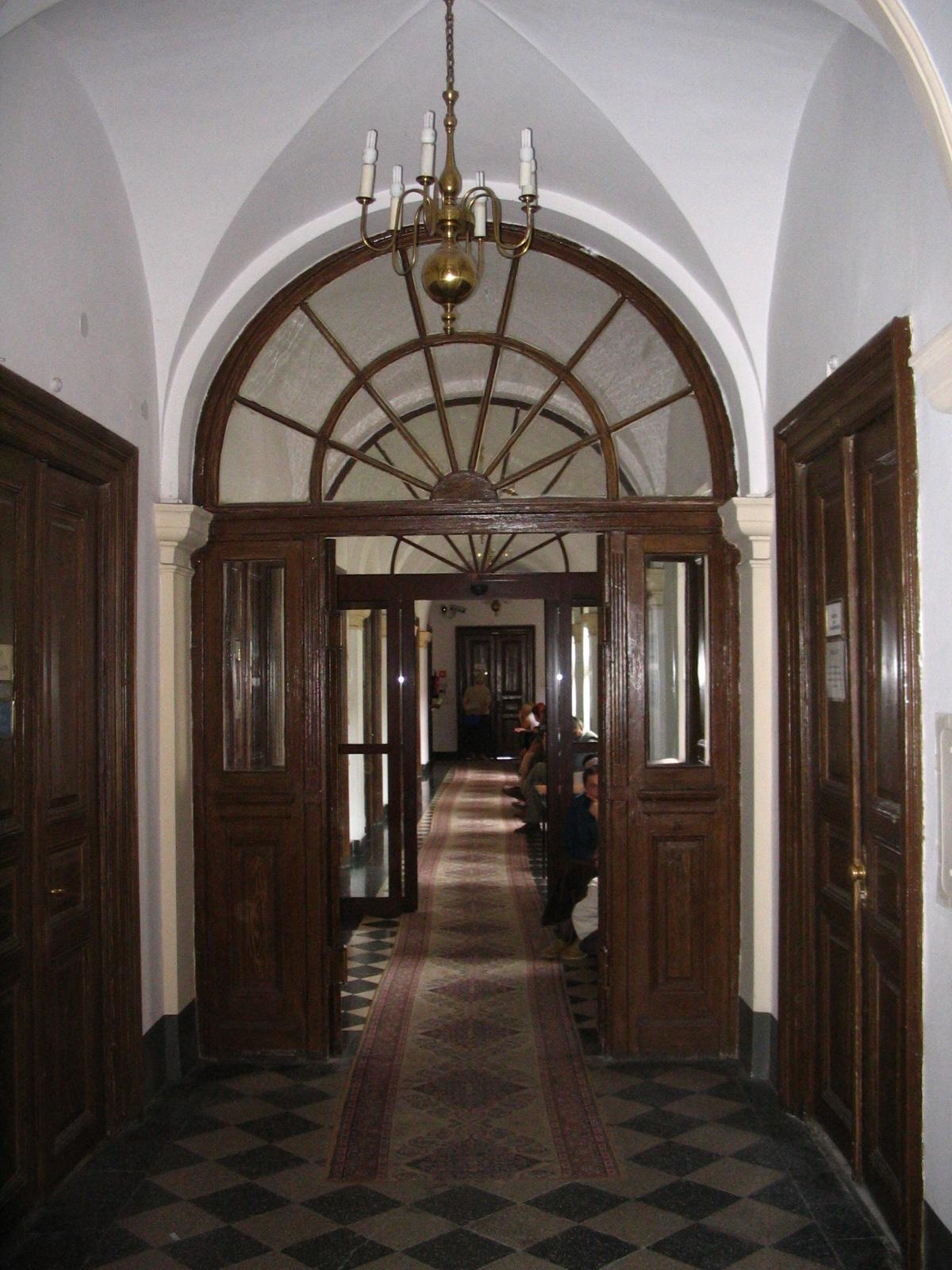
Jeden z korytarzy

## Forma obecna i plany na przyszłość
| Powierzchnia zespołu zamkowego                        | 3,6 ha      |
| Wymiary prostokąta, na którym został wzniesiony zamek | 65 m x 71 m |
| Wysokości w linii kalenicy                            | 22,5 m      |
| Powierzchnia całkowita                                | ok. 8000 m² |
| Powierzchnia użytkowa                                 | 5500 m²     |
| Powierzchnia komunikacji poziomej i pionowej          | 2600 m²     |
| Pole wewnętrznego dziedzińca                          | 2000 m²     |

Zamek zachował do dzisiaj formę z 1906 roku, w tym zabytkową wieżę, wieżyczki bastionów i pozostałości fosy. Najważniejszy remont ostatnich lat obejmował wymianę dachu prowadzoną od 2002. Od 2004 prowadzone są prace nad utworzeniem trasy turystycznej „Śladami konfederatów barskich”. Jednym z jej elementów ma być wyposażony w 41 armat zamek w Rzeszowie. Pierwsza armata, odlana współcześnie w XVIII-wiecznym stylu, dostarczona została z Orłów pod Przemyślem 23 marca 2004 roku.
Od 2005 roku miasto planuje przejęcie zamku i przeniesienie do niego siedziby muzeum okręgowego. Zwiększyłoby to atrakcyjność instytucji i pozwoliło na wyeksponowanie dodatkowych okazów aktualnie przechowywanych w magazynach. Aby przenosiny mogły stać się możliwe konieczne jest wybudowanie nowego budynku sądu, prace nad którym opóźniają się już od kilku lat. W dniu 14 lutego 2023 roku podpisano akt notarialny pomiędzy Ministerstwem Sprawiedliwości i Miastem Rzeszów. Na mocy porozumienia Miasto Rzeszów przekazało Ministerstwu Sprawiedliwości teren przy ul. Dołowej w sąsiedztwie Sądu Rejonowego, gdzie powstanie nowy gmach Sądu Okręgowego.